# Erna Hanfstaengl
Erna Hanfstaengl (1885-1981) foi a filha mais velha de Ernst Hanfstaengl e ficou conhecida internacionalmente por ser apontada como uma possível amante de Adolf Hitler.